# Bad Salzuflen
Bad Salzuflen är en stad och kurort i västra Tyskland, belägen i Kreis Lippe, Regierungsbezirk Detmold i förbundslandet Nordrhein-Westfalen. Stadskommunen har cirka 55 000 invånare.

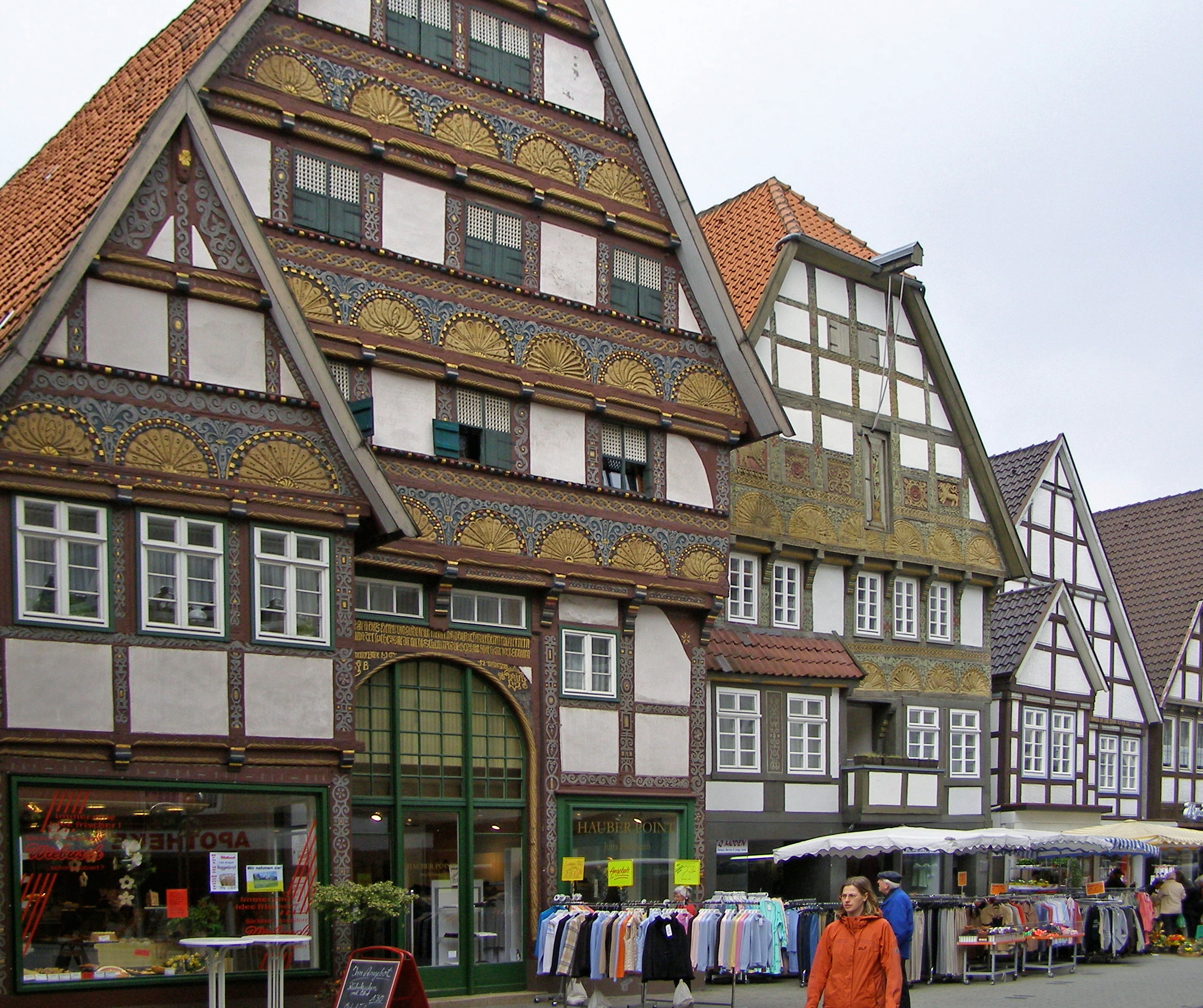
Korsvirkeshus på Lange Strasse.